# 3507 Vilas
3507 Vilas è un asteroide della fascia principale. Scoperto nel 1982, presenta un'orbita caratterizzata da un semiasse maggiore pari a 3,1371881 UA e da un'eccentricità di 0,1533145, inclinata di 3,24852° rispetto all'eclittica.